# Marc Cassot
Marc Cassot (Parigi, 16 giugno 1923 – Parigi, 21 gennaio 2016) è stato un attore e doppiatore francese.

## Biografia
È stato la voce ufficiale francese di attori come Sean Connery e Christopher Lee.
Come doppiatore è inoltre noto per aver dato voce al personaggio di Sentinel Prime nel film Il buio della luna.

## Filmografia
- Nuits d'alerte (1946)
- Les Amants du pont Saint-Jean (1947)
- Un certain monsieur (1950)
- L'amore di una donna (1953)
- Escalier de service (1954)
- Le grand pavois (1954)
- Perché sei arrivato così tardi? (Pourquoi viens-tu si tard?), regia di Henri Decoin (1959)
- Il gioco della verità (1961)
- Il bel mostro (1971)
- Renaissance (2006)